# Леопард (радиолокационная станция)
СНАР-10 «Леопард» (индекс ГРАУ — 1РЛ232, по классификации НАТО — Big Fred) — советская станция наземной артиллерийской разведки. Разработана в научно-исследовательском институте "Стрела", ныне НПО "Стрела", г. Тула под руководством В.И. Симачева (директор, научный руководитель, главный конструктор НИИ "Стрела").

## История создания
В 1966 году ГАУ утвердило тактико-техническое задание, целью которого было создание станции наземной артиллерийской разведки нового поколения. Особое внимание уделялось живучести станции на поле боя, автономности работы, мобильности и возможностям оперативной передачи данных. Работы велись под шифром «Леопард».
Первоначально машину предполагалось разместить на шасси БМП-1. Главный конструктор - В.И. Симачев (генеральный директор, главный конструктор, научный руководитель НИИ "Стрела" с 1959 по 1985 гг.) Работы предполагали создание абсолютно новой машины с новым набором всех подсистем РЛС. Однако в ходе работ возник ряд сложностей, как с оборудованием, так и с шасси. В частности, Челябинский тракторный завод категорически отказался от использования в качестве базы БМП-1.
При активном содействии генерального конструктора Челябинского тракторного завода И. И. Исакова было принято решение, запрещавшее использование шасси БМП-1 для размещения специального оборудования. В результате сроки выполнения работ были дважды перенесены, а в октябре 1969 года была выпущена директива Генерального штаба, предусматривавшая использование в качестве базы артиллерийского тягача МТ-ЛБ. В октябре 1970 года машина должна была быть предъявлена на государственные испытания. Несмотря на все сложности, возникшие в ходе работ, машина была предъявлена на испытания в срок.
Государственные испытания машины проводились на 28-м полигоне ГРАУ в военной части 21374 (посёлок Смолино, Нижегородская область) и были завершены 30 декабря 1970 года. В конце 1971 года СНАР-10 была принята на вооружение, начало серийного производства было намечено на 1972 год.

## Серийное производство
Несмотря на то, что серийное производство было намечено на 1972 год, из-за большого числа исполнителей и поставщиков начало производства было задержано на год и началось только в 1973 году. Изготовителем являлся тульский завод «Арсенал». В среднем завод выпускал по 40—50 машин в год. Выпуск СНАР-10 был прекращён в 1991 году.

## Описание конструкции
Машина размещена на шасси легкобронированного тягача МТ-ЛБ. СНАР-10 первая машина в своём классе, которая имеет режим распознавания цели по спектру доплеровского сигнала. Благодаря используемой аппаратуре, СНАР-10 может обеспечить обнаружение следующих целей на расстояниях:
- Подвижных наземных целей до 17 км;
- Наземных разрывов снарядов от 4 до 10 км;
- Надводных целей до 30 км;
- Надводных разрывов снарядов от 14 до 23 км.

## Модификации
- 1РЛ232-1 — вариант исполнения СНАР-10
- 1РЛ232-1М «Пантера» — современная модификация СНАР-10М.

Разработка модифицированного комплекса СНАР-10 началась в конце 1990-х годов параллельно с разработкой 1Л244-1 «Кредо-1С». В основную задачу модернизации входила установка нового оборудования РЛС 1РЛ133-3 «Кредо-1» взамен оборудования СНАР-10. Комплекс разрабатывался с 1997 по 2002 годы.  В 2003 году машина прошла государственные испытания и была принята на вооружение. С 2004 года было начато серийное производство.

## Операторы
- Азербайджан — некоторое количество СНАР-10, по состоянию на 2012 год[2]
- Армения — 6 единиц СНАР-10, по состоянию на 2012 год[3]
- Беларусь — некоторое количество СНАР-10, по состоянию на 2012 год[4]
- Болгария — некоторое количество СНАР-10, по состоянию на 2012 год[5]
- Молдова — 2 единицы СНАР-10, по состоянию на 2012 год[6]
- Польша — некоторое количество СНАР-10, по состоянию на 2012 год[7]
- Румыния — 8 единиц СНАР-10, по состоянию на 2012 год[8]
- Словакия — некоторое количество СНАР-10, по состоянию на 2012 год[9]
- СССР
- Россия[10]
- Украина — некоторое количество СНАР-10, по состоянию на 2012 год[11]